# شیساندرا
شیساندرا (نام علمی: Schisandra) نام یک سرده از رده رده دم‌اسبی است.